# Ofioneu
Ofioneu (en grec antic Οφιονεύς) va ser un endeví grec que va viure al segle viii aC. Era d'origen messeni i va estar actiu a l'època de la primera guerra messènica. Es dubta però de si va ser un personatge històric.
Segons Pausànies era cec de naixement. Per a realitzar les seves profecies preguntava allò que havia passat, i segons el que li deien anunciava en privat i en públic futur que s'esperava. Ofioneu, igual que va fer Epèbol, s'oposà a l'elecció d'Aristodem com a rei dels messenis perquè havia matat la seva pròpia filla. A pesar d'aquesta oposició, va accedir al tron. Durant l'any vintè de la guerra messènia, Ofioneu va recuperar la vista, després d'haver patit un fortíssim mal de cap. Però quan s'acostava el final de la guerra, Ofioneu va tornar a quedar-se cec. Li van explicar a Aristodem el que havia passat, i s'esglaià al comprendre l'oracle de Delfos que, anys enrere, li havia dit que quan "els dos" sortissin de l'amagatall, l'amargura s'estendria entre els messenis. "Els dos" eren els ulls d'Ofioneu, i Aristodem, sabent que no tenia esperança, es va matar sobre la tomba de la seva filla.